# Волпати (Падова)
Волпати је насеље у Италији у округу Падова, региону Венето.
Према процени из 2011. у насељу је живело 44 становника. Насеље се налази на надморској висини од 25 м.